# Seznam slovenskih dance skupin
Seznam slovenskih dance skupin.

## 0-9
- 4 fun

## B
- Babilon

## G
- Gimme 5

## P
- Power Dancers

## R
- R.M. Project

## S
- Sherzer Brigade
- Sound Attack
- Stayerc Production